# Baktrågens naturreservat

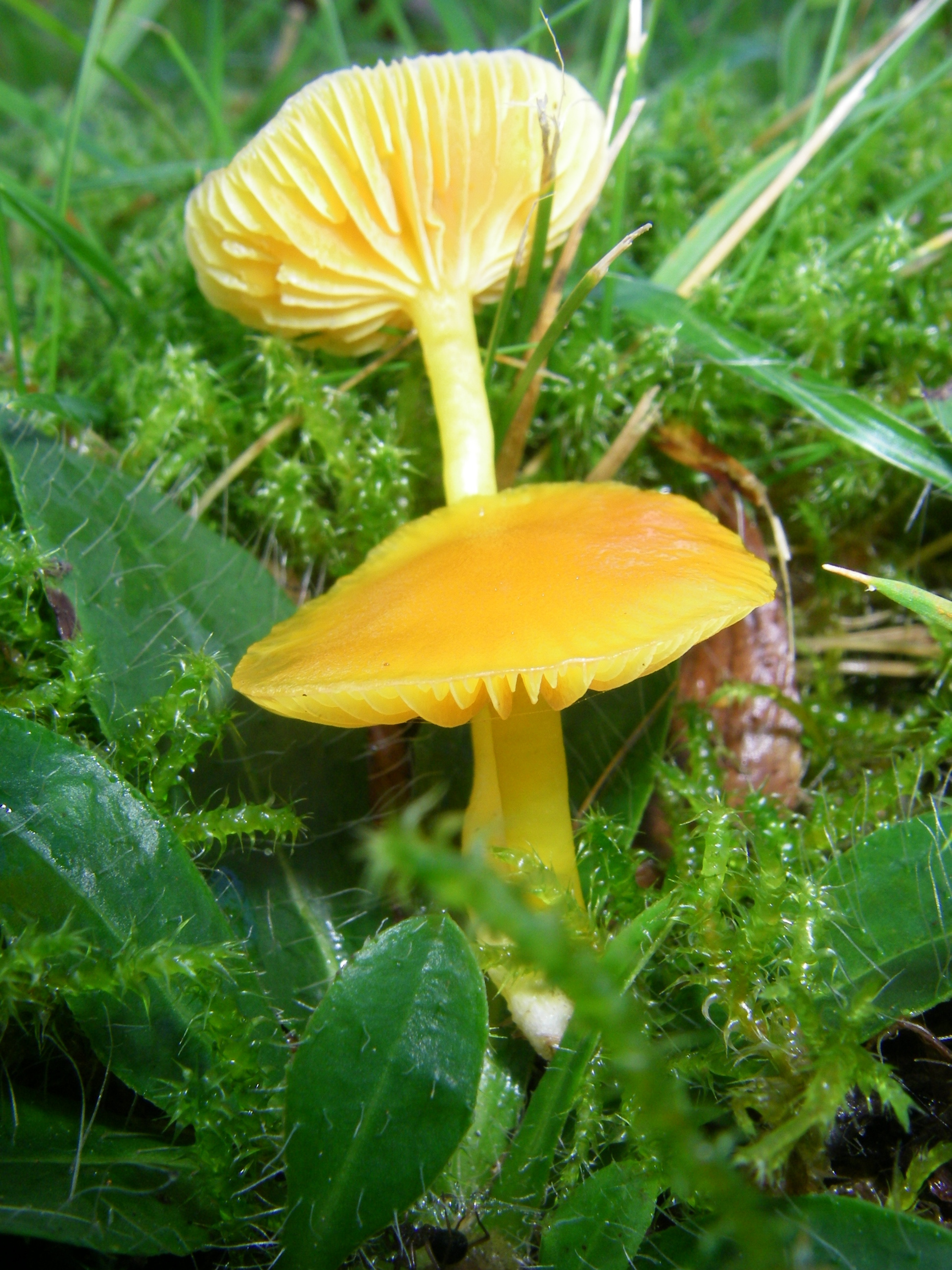
Gul vaxskivling

Baktrågen är ett naturreservat i Ulricehamns kommun i Västra Götalands län.
Reservatet ligger norr om Ulricehamn, omedelbart öster om Blidsbergs samhälle. Det är skyddat sedan 1976 och omfattar 22 hektar. Det består åsformationer och där finns ovanliga växter.
Området utgör en del av Ulricehamnsåsen. Inom detta skyddade område finns två långsträckta sänkor i åsen som givit upphov till namnet.  
Marken har utnyttjats för slåtter och bete.
Inom reservatet växer många ståtliga ekar. I dessa lövlundar trivs är trolldruva, blåsippa och kransrams. På de mera öppna områdena trivs arter som backsippa, ängshavre, brudbröd och trollsmultron. I lägre områden bildas små kärr där  skogsknipprot, kärrknipprot och Jungfru Marie nycklar kan hittas. 
Flera arter av vaxskivling finns i området. Alabastervaxskivling, papegojvaxskivling och gul vaxskivling är några arter man kan finna.
Området är rikt på fornminnen. De består av en domarring, tre rösen och 14 stensättningar. De anses vara från järnåldern. 
Området ingår i EU:s ekologiska nätverk av skyddade områden, Natura 2000 och förvaltas av Västkuststiftelsen.